# Dikanäs
Dikanäs (sydsamiska: Gäjka) är en småort i Lappland, 7,5 mil nordväst om Vilhelmina i Västerbottens län. Byn utgör en central punkt för friluftsentusiaster, med sina många skoter- och vandringsleder, fiskevatten och möjligheter för utomhusaktiviteter. I Dikanäs finns även Vilhelmina församlings äldsta bevarade träkyrka, med Lapplands äldsta kyrkklocka från 1647.
Byn anlades år 1815 av en dräng vid namn Mats Mattsson från Laxbäcken som senare avstod från åborätten till Nils Johansson från Tresund, vilket var början på verkligt brukande av platsen.

## Näringsliv och offentlig verksamhet

### Verksamheter och föreningar
I byn finns två livsmedelsaffärer, byggvaruhandel, kafé med matservering och bensinstation. Årligen anordnas en höstmarknad, följd av skyltsöndag under vintern, med lotterier, musikunderhållning, servering av palt, ponnyridning, samt olika spel och gissningslekar.
Byn har ett aktivt klubb- och föreningsliv, inklusive jaktskytteklubb, skoterklubb, idrottsförening och bygdeförening, med aktiviteter som fotboll, längdskidåkning, alpin skidåkning i Kittelfjäll och innebandy. Ett elljusspår med varierande längder är finns för längdskidåkning under vintern och för vandring under sommaren. Det finns även en byagård som kan hyras som fest- eller möteslokal, samt en bagarstuga. Camping och stugby finns cirka tre kilometer från byn. En pumptrackbana uppfördes 2022.

### Skola
Dikanäs har en grundskola som sträcker sig från förskoleklass upp till årskurs nio, vilken tar emot elever från närliggande byar såsom Kittelfjäll, Henriksfjäll, Grönfjäll, Matsdal, Bergland med flera. Dessutom finns det en förskola som delar matsal med Sagagårdens serviceboende.

### Äldreomsorg
Sagagården i Dikanäs är ett servicehus, uppfört 1990, med hemtjänst. Det består av vanliga lägenheter som är specialanpassade för äldres och rörelsehindrades behov av tillgänglighet och säkerhet. Utöver de tio lägenheterna rymmer byggnaden även en förskola och en gemensam skolmatsal för boende och Dikanäs skola.

## Historia

### Första nybyggarna
Inga kända källor antyder att platsen för nybyggets uppförande varit bebodd eller genomgått några tidigare bosättningsförsök. Drängen Mats Mattsson från Laxbäcken ansökte år 1815 via Kunglig Majestäts befallningshavande om att få bruka platsen. En syneförrättning av marken tog plats den 15 juli 1815 av kronolänsmannen Nils Petter Degerman tillsammans med en biträdande nämndeman.

Inga protester framfördes mot denna ansökning, förutom ett yrkande från samen Daniel Nilsson från Klimpfjäll om att få delta till hälften i inrättningen. Mattsson krävde dock att Nilsson i så fall skulle vara skyldig att ersätta hälften av kostnaderna. Nilsson vägrade detta, varför Mattsson fick godkännande att själv bruka den utsynade odlingsmarken. Hans ansökan godkändes den 22 augusti 1815, då han också belönades med 25 års frihet från skatt och ränta.
| ”                                                         | Utslag uppå Drängen Matts Mattsson ifrån Laxbäcken och Vilhelmina församling i Åsele lappmark ansökning om tillstånd, att af upfundne odlingslägenheter å Dikanäset och vid Wåjmsjön, få emot åtnjutande af frihets år inrätta ett krononybygge; Gifvit å Landscontoriet i Umeå den 22 aug 1815. | „ |
| – Landshövding Gustaf Edelstam, 1815 i Västerbottens län. | |   |

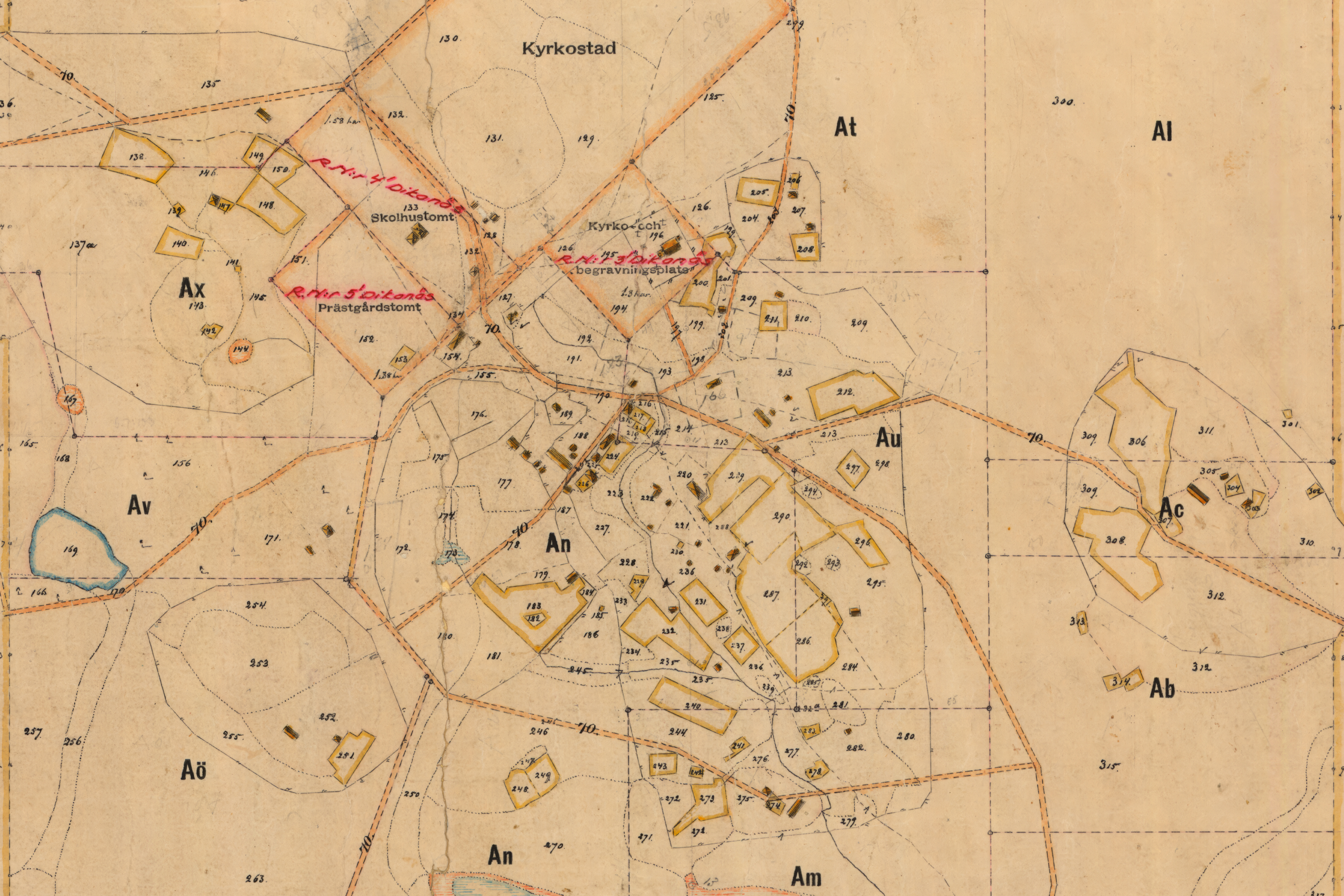
Avvittringskarta över gårdar och odlingsmark inom Dikanäs by (1905).

 Nybygget genomgick flera ägarbyten under 1820-talet. År 1820 avsade sig Mats Mattsson åborätten, varefter nybyggaren Nils Johansson från Tresund övertog marken. Johansson erhöll officiell införsel i nybygget den 27 oktober 1824, efter en ny syneförrättning som genomförts den 20 juli samma år. Nils Johansson sålde nybygget vidare till Olof Kristoffersson, en storbonde och handelsman från Söråsele. Kristoffersson delade därefter upp nybygget i två lika stora delar och sålde sedan varsin del till Anders Mattsson, son till nybyggaren Mattias Bjur i Matsdal, och Mattias Nilsson från Dorotea.
Från Bjurholm kom Per Johansson Westerlund och hans familj omkring mitten av 1830-talet. De bytte till sig Mattias Nilssons hemmansdel mot ett annat nyupptaget nybygge. Westerlunds barn, som också hade etablerat hemman i Kittelfjäll, ärvde senare faderns del av Dikanäs - och ättlingar till familjen kom att kvarstanna i byn fram till modern tid.

### Möte med Zetterstedt
Under sin resa igenom Västerbottens inland år 1832 beskriver entomologen Johan Wilhelm Zetterstedt, som kommit vandrande på kyrkvägen från Skansnäs, sitt möte med Dikanäsborna och kyrkobyggarna på följande sätt:
En tämlig god gångstig förde 1/2 mil, först öfver en myr och sedermera öfver en skogstrakt, till Dikanäs (Gikanäs). Här voro 9 personer som bäst sysselsatte med upptimrandet af en liten Kyrka. [. . .] Kl. var 1/2 7 på aftonen, då vi anlände till Dikanäs. Vi hade ernat hvila här öfver natten, men Anders Mattsson och Matts Nilsson, byns begge och ende grannar voro så fattige och trångbodde, att de icke kunde lemna oss något herberge. Vid denna årstid hålla de också sina stugor bestädigt fulla af rök, på det de sjelfva och barnen icke uti dem skola blifva ofredade af myggen.

### Kommunikation och transport

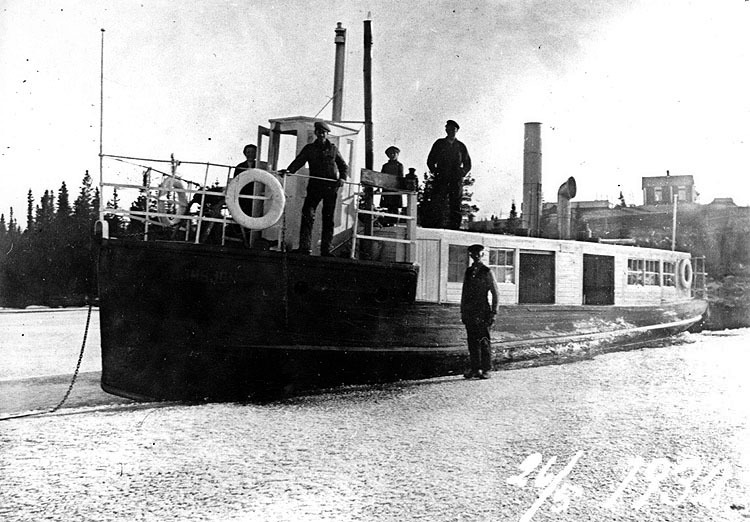
Malgomaj I var en ångbåt byggd 1889. Den trafikerade sjön Malgomaj fram till 1911 då den flyttades till Vojmsjön och fick samma namn. Båten användes för persontrafik mellan Dikanäs (Bjurviken) och Tresund under tiden som vägen mellan dessa orter fortfarande var under uppbyggnad.

#### Båttrafik och väganläggning
Dikanäs var under lång tid isolerat på grund av bristande vägförbindelser. Fram till 1930-talet skedde kommunikationerna främst via båttrafik på Vojmsjön under sommaren och isvägar under vintern. År 1903 framförde invånarna i Dikanäs kapellag önskemål om en 1,5 km lång väg mellan Vojmsjön och Dikanässjön, samt en vinterväg till Hattfjelldal i Norge. De argumenterade för att detta skulle underlätta postleveranser och förbättra möjligheterna att hämta förnödenheter från Norge.
Under 1910-talet pågick en debatt om hur vägsystemet i Västerbottens lappmarker bäst skulle utvecklas. 1907 argumenterade Elis Björkman för vikten av snabba förbättringar genom enklare vägtyper, snarare än att vänta på fullständiga landsvägar. År 1913 beslutade sålunda Väg- och vattenbyggnadsstyrelsen om undersökning för anläggande av en enklare väg mellan Vojmsjön och Dikanäs kyrkoby. Detta var ett första konkret steg mot att bryta bygdens isolering. Året därpå kallades de väghållningsskyldiga i Vilhelmina socken till vägstämma för att diskutera bidrag till byggandet av vägar av enklare typ, bland annat mellan Vojmsjön och Dikanäs.
En vägstämma hölls återigen den 27 juni 1920 i Vilhelmina. Vägstyrelsen föreslog att stämman skulle anta ett anbud för vägbygget från övre änden av Vojmsjön till Dikanäs. Anbudet omfattade terrasseringsarbeten, byggande av broar och trummor samt vägens färdigställande för grusning. Kostnaden för arbetet uppgick till 47 000 kronor, vilket godkändes av stämman.

Den 14 april 1921 utfärdade vägstyrelsen en kallelse till vägstämma med syfte att diskutera anläggandet av ytterligare en ödebygdsväg från Dikanäs. Vägen planerades gå över Henriksfjäll, Kittelfjäll och Borka till Fättjaur, samt till Matsdal med en biväg till Skansnäs. De väghållningsskyldiga skulle höras om och i vilken utsträckning de var villiga att bidra till vägbygget. Dessutom skulle de tillfrågas om de kunde tillhandahålla kostnadsfritt den mark och de byggnadsämnen som behövdes för projektet, såsom jord, sten, grästorv och grus. Samma månad rapporterades det att arbetet på den 5 km långa vägsträckan mellan Dikanäs och övre delen av Vojmsjön hade påbörjats, och stod färdig senare under den kommande vintern.

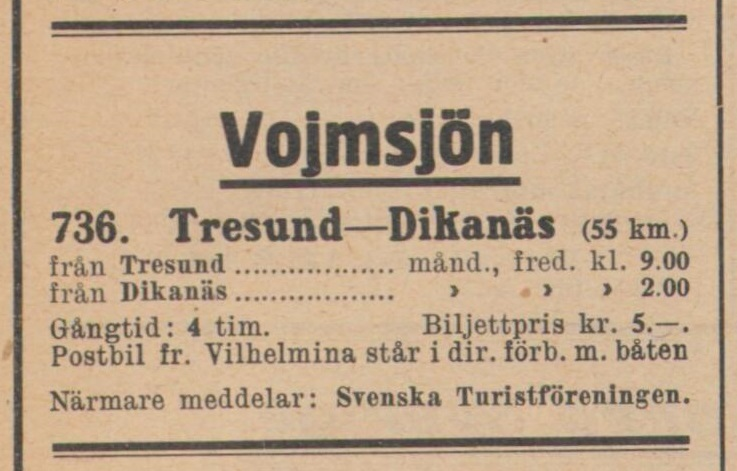
Ångbåtstrafiken på Vojmsjön finansierades främst genom återkommande statsbidrag. En enkelresa tog ursprungligen 7 timmar, men 1922 installerades en ny motor på 25 hästkrafter - vilket förkortade restiden avsevärt.

 Enligt ett beslut av Kunglig Majestät beviljades år 1922 statsbidrag för anläggning av en ödebygdsväg mellan Dikanäs och Fättjaur. Bidraget täckte hela den beräknade anläggningskostnaden. Arbetet med ödebygdsvägen påbörjades samma år och omfattade en sträcka på cirka en mil. Den 28 juni 1922 hölls en entreprenadauktion i Dikanäs för att fördela arbetet med vägens terrassering och trummor.
12 juni 1926 tillstyrkte arbetsledaren för anläggningen av ödebygdsvägen Dikanäs-Fättjaur en framställning i Dikanäs om att få trafikera vägen Vojmsjön-Fättjaur med en Ford-bil. Den första postbussen anlände till Dikanäs 1937 och var avsedd att trafikera sträckan Dikanäs-Fättjaur från och med sommaren samma år. Planerna inkluderade dagliga turer på denna sträcka, vilket skulle minska isoleringen i området.
Den 29 november 1937 anslöt sig vägen från Vilhelmina slutligen till Dikanäs by. Vägen som började byggas från Tresund 1928, nådde successivt närliggande byar som Bäckstrand och Daikanvik innan den slutligen anlände till byn. Den nya vägen, trots att den inte var helt färdigställd på grund av vinterförhållanden, möjliggjorde vinterkörning för att undvika ytterligare förlängning av byns isolering och den första bilen anlände till Dikanäs senare samma dag. 1938 färdigställdes grusningen av vägen, vilket förbättrade framkomligheten. Samma år rapporterades att vägen från Umnäs också var färdigterrasserad och att grusning påbörjats.

#### Telefoni
År 1916 påbörjades arbetet med att förbättra kommunikationerna i inlandet av Västerbottens län. En telefonstation var under uppbyggnad i Vilhelmina, och arbetet med att ansluta denna till Fatmomakke och Dikanäs kapellag hade inletts. En enkeltrådig ledning skulle dras från Dikanäs till Tresund längs norra sidan av Vojmsjön. Denna linje hade planerade samtalsstationer i Långstrand, Hansbo, Daikanvik, Bergland och Dikanäs. Den totala kostnaden för telefonanläggningen i inlandet beräknades till 40 000 kronor.
Sommaren 1917 uppstod missnöje i Fatmomakke och Dikanäs kapellag rörande villkoren om telefonledningarnas underhåll. Invånarna framförde klagomål mot ett kontrakt som ålade dem att själva bekosta underhåll av ledningarna, eventuell stationsflyttning och utvidgning av det enkeltrådiga telefonnätet inom kapellagen. Telefonlinjen mellan Tresund och Dikanäs färdigställdes under åren 1917–1918. Linjen utökades senare för att inkludera anslutningar till närliggande orter som Luspen, Skansnäs, Matsdal och Ripfjäll.
Strax efter telefonledningens färdigdragande inrättades telefonstationen i klockaren Per Erik Vesterlunds hus i Dikanäs. Stationen flyttades senare in i en kammare i det gamla Alenius-huset med Helga Bergsten som dess nya operatris. År 1935 byggdes ett nytt hus och telegrafen flyttades återigen. År 1945 byggdes en egen telestation där växeln sköttes fram till den 1 maj 1971.

### Offentliga och samhällstjänster

#### Arbetsstugan och elevhemmet
Arbetsstugan i Dikanäs togs i bruk i september 1928 efter initiativ från landshövdingen Nils Ringstrand. Alice Tegström blev den första föreståndarinnan för verksamheten. Byggnaden invigdes i mars 1929, vilket möjliggjordes genom bidrag från ortsbefolkningen som samlade in 2500 kronor samt andra donationer, däribland från Lotty Bruzelius. Arbetsstugans syfte var att utbilda barn i praktiskt arbete och fostra dem till samhällsnyttiga medlemmar.

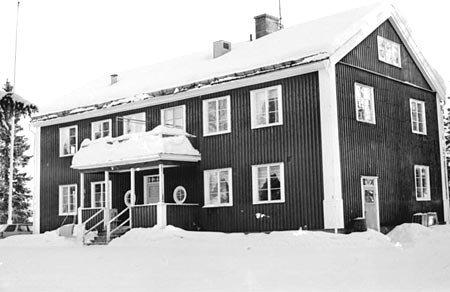
Arbetsstugan, eller elevhemmet som det senare kallades, togs i bruk 1928 och avslutades 1962.

 Arbetsstugan hade rymliga och ljusa rum. På bottenvåningen fanns en hall, två arbetsrum för pojkar respektive flickor, en matsal med öppen spis, köksavdelning och ett rum för biträde. Övervåningen innehöll sovavdelningar, föreståndarinnans rum och en hall. I källarvåningen fanns badrum, slöjdsal för pojkar och andra utrymmen. Toaletterna utgjordes av utedass, ett för flickor, ett för pojkar och ett för tjänstefolket, alla hopbyggda med vedboden.
Vid höstterminens början år 1928 öppnade arbetsstugan för 30 barn, vilket senare utökades till 36. Vid ankomsten fick barnen lämna ifrån sig sina kläder och bära arbetsstugans egen klädsel. Dessa var oftast skänkta, omsydda och lagade.
Under 1940- och 1950-talet förändrades arbetsstugornas funktion i takt med att levnadsstandarden ökade och skolväsendet byggdes ut. De började fungera som elevhem för barn som hade lång skolväg, och den folkuppfostrande rollen blev mindre framträdande. År 1954 omvandlades alla arbetsstugor till skolhem under kommunal förvaltning, vilket markerade slutet för arbetsstugornas ursprungliga verksamhet. I Dikanäs fortsatte verksamheten fram till 1963. Skolskjutsar hade då etablerats fullt ut sedan höstterminen 1953. När elevhemmet upphörde 1962, användes det tillfälligt som bostad för pensionärer i väntan på byggandet av pensionärslängan. Även en polistjänsteman och en biträdande vägmästare hyrde bostäder på elevhemmet. År 1970 hyrde Domänverket elevhemmet av kommunen för att använda det som arbetarbostäder i Matskanåområdet. Efter några år omorganiserades verksamheten till en skogsstation under Arbetsmarknadsstyrelsens regi, men denna verksamhet upphörde 1985. År 1987 såldes elevhemmet till privat ägo och byggdes om till fyra bostadslägenheter.

#### Arresten
År 1934 framförde Hugo Lundberg, landsfiskal och chef för Dikanäs polisdistrikt, en begäran till kommunalfullmäktige om att uppföra en arrestlokal i Dikanäs. Lundberg motiverade denna begäran med att ett ökande antal berusade personer som uppträtt förargelseväckande inte kunnat omhändertas på plats, särskilt under kyrkhelger och större sammankomster i byn. Dessa individer hade istället behövt transporteras till arresten i Vilhelmina. Kommunalfullmäktige fattade 1935 beslut om att uppföra en arrestbyggnad till en kostnad av 1885 kronor. Kommunalnämnden gav ingenjören Hugo Hellström i uppdrag att utarbeta ritningar för en byggnad innehållande två celler. Lokalen upphörde att användas efter att polisväsendet förstatligades år 1965.

#### Banken
I mitten av 1940-talet etablerades byns första bankkontor, känt som Jordbrukskassan. Den första banktjänstemannen var Jonas Alenius, som tjänstgjorde från omkring 1945 till 1963. År 1994 valde Föreningsbanken, som banken då hade blivit en del av, att dra in kontoret i Dikanäs.

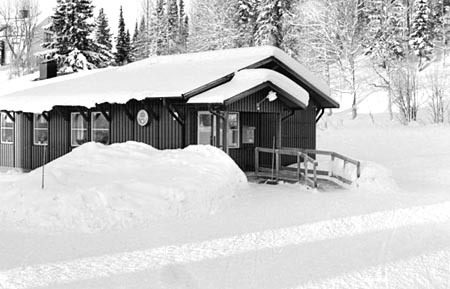
Postkontoret var i bruk mellan 1980 och 2002.

#### Postkontoret
Det första postkontoret i Dikanäs inrymdes i en mindre stuga på Per Johan Westerlunds tomt, där han år 1912 blev postföreståndare. Frans Gustav Hällström var postföreståndare mellan åren 1903 och 1915. År 1936 flyttades kontoret till ett hus mittemot Konsum efter att Westerlunds dotter Ingegerd tog över. Postkontoret flyttades flera gånger under åren, bland annat till Bergkvists hus och en kafébyggnad ägd av P. O. Hansson. Det flyttade senare till nedre våningen av Bergmans hus, Yngve Vesterlunds hus 1947 och år 1952 tillbaka till Margareta Westerlund. Slutligen hamnade det i Allan Bergstens hem innan kommunen byggde ett nytt posthus som invigdes i november 1980. Där fortsatte verksamheten fram till den 27 september 2002, då kontoret stängdes och ersattes av lantbrevbäring på grund av lönsamhetskrav i kombination med minskad kundtillströmning.
Postföringen till byn skedde ursprungligen till fots och med båt innan vägen anlades. Postförarnas arbete var fysiskt krävande på grund av den svåra terrängen. Under sommarhalvåret transporterades posten inledningsvis från Tresund med tvåroddsbåt en gång i veckan. Varje tur tog två dagar att genomföra. Vintertid färdades postförarna med häst över isen. Under perioder med svag is användes en plåtskodd roddbåt som var anpassad för att manövreras på tunn is. När ångfartyget Vojmsjön senare regelbundet började trafikera sjön kunde även posten medfölja.

#### Prästgårdarna

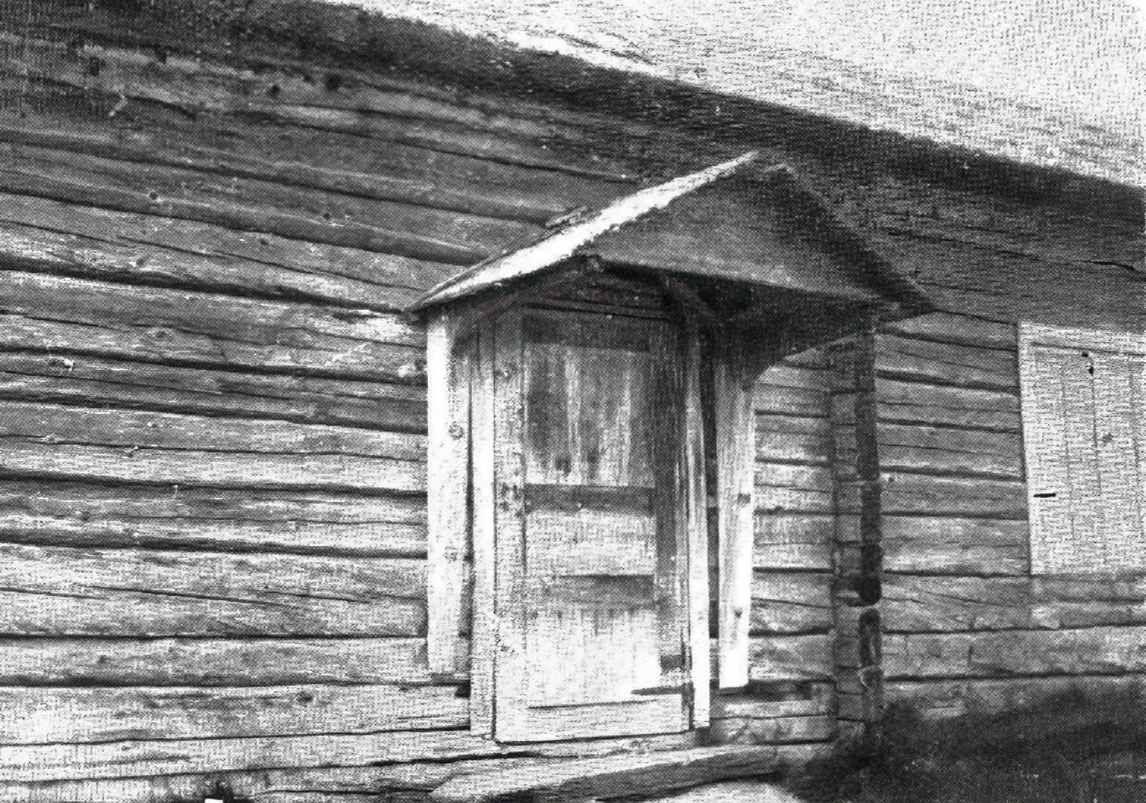
Första prästgården började uppföras av Per Johan Westerlund efter en sockenstämma år 1843.

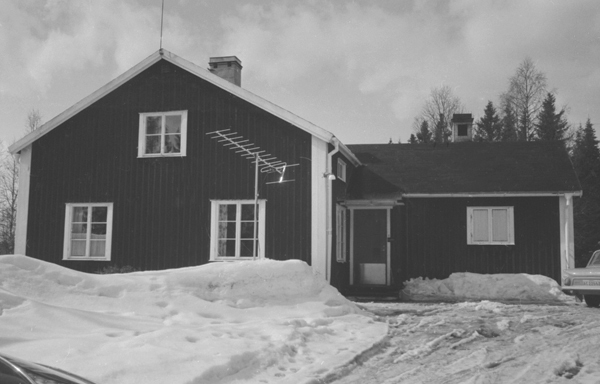
Dikanäs sjukhärbärge.

Byn har haft tre olika prästgårdar. Den första prästgården började byggas efter en sockenstämma den 13 augusti 1843. Per Johan Westerlund, som tidigare hade härbärgerat både präst och besökare vid gudstjänster, åtog sig uppgiften att uppföra gården mot ersättning. Byggnaden skulle vara 8 alnar i fyrkant och 13 varv hög samt innehålla två rum, en kammare och en förstuga. Inredningen inkluderade dubbla tak, murar, bord, karmstolar, bänkar, ståndsängar, spjäll i murarna, lås och gångjärn på dörrarna samt fönster. En inspektion av bygget hölls den 16 augusti 1845, där resultatet godkändes.

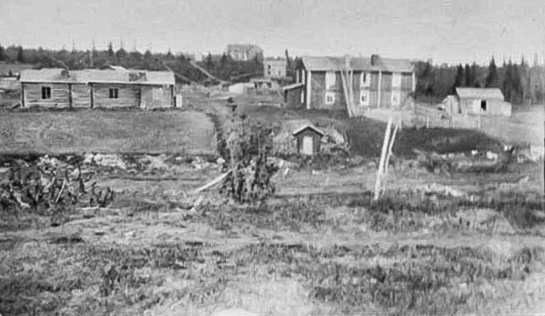
Den första prästgården, uppförd av Westerlund, till vänster. Den nya gården, uppförd 1889, till höger. På toppen av backen i bakgrunden syns den gamla skolan som senare flyttades och blev församlingshem.

Den andra prästgården färdigställdes 1889 vid Sagavägen på den tomt där den nuvarande bagarstugan står. Efter 1928 kallades denna byggnad "Gamla prästgården". Gården kom att husera flera besökare och resande folk, bland dessa Selim Birger år 1908.
År 1927 fick Dikanäs församling tillstånd av Kungl. Maj:ts att uppföra en ny prästgård åt komministern i byn. Planerna påbörjades 1925, och församlingen erhöll ett räntefritt lån på 20 000 kronor från kyrkofonden. Den nya prästgården visades den 15 oktober 1928 och stod färdig 1930, cirka 75 meter sydväst om Dikanäs skola.

En tvist om äganderätten till den gamla prästgården från 1889 uppstod i januari 1944 mellan skatteägarna, representerade av lapptillsyningsman K.J. Nylander, och samhället. Nylander hävdade att skatteägarna hade bekostat reparationer av prästgården och planerat att anlägga en brandstation på tomten. En offentlig auktion för försäljning av fastigheten (Dikanäs 1:3) hölls den 1 juli 1944. Fastigheten på 2 330 kvadratmeter omfattade ett tvåvånings timmerhus med sex rum och två förstugor samt en uthuskällare av sten. Senare upptogs fastigheten av Dikanäs Fjällfiskkonserver. Den 2 september 1947 förstördes byggnaden i en brand där 5 000 kg fjällfisk samt en mängd färdiga fiskkonserver, avsedd för export till Sydamerika, förvarades. Brandorsaken var okänd, och en av fabrikens delägare tvingades fly genom ett fönster för att undkomma elden.

#### Sjukhärbärget
Sjukhärbärget i Dikanäs började uppföras under den senare delen av 1921 och stod helt färdigt 1924. År 1922 mottog sjukhärbärget 1 000 kr ur Kronprinsessan Margaretas minnesfond utöver ett tidigare beviljat anslag av 3 000 kr. Med hjälp av Röda Korset köptes en kyrkstuga som byggdes om för att ge plats åt en sköterska och fyra vårdplatser.
Under 1920-talet inrättades flera förlossningshem i Västerbotten på frivillig basis. Landshövding Nils Ringstrand rapporterade att detta initiativ möjliggjordes genom privata donationer. I Dikanäs planerades år 1924 en utökning av det befintliga sjukhärbärget med platser reserverade för förlossningar.
Härbärget besöktes av en läkare som hade det yttersta ansvaret för verksamheten och kom dit vissa dagar varje månad. Dessutom hade tandkliniken ett rum på härbärget där en tandläkare tog emot patienter några gånger per år. Mellan 1966 och 1968 byggdes ett kommunalt hus, kallat hyreshuset, i Dikanäs som sedan inrymde mottagning för både tandläkare och sjuksköterska. Tandvården i Dikanäs upphörde den 25 april 2002.

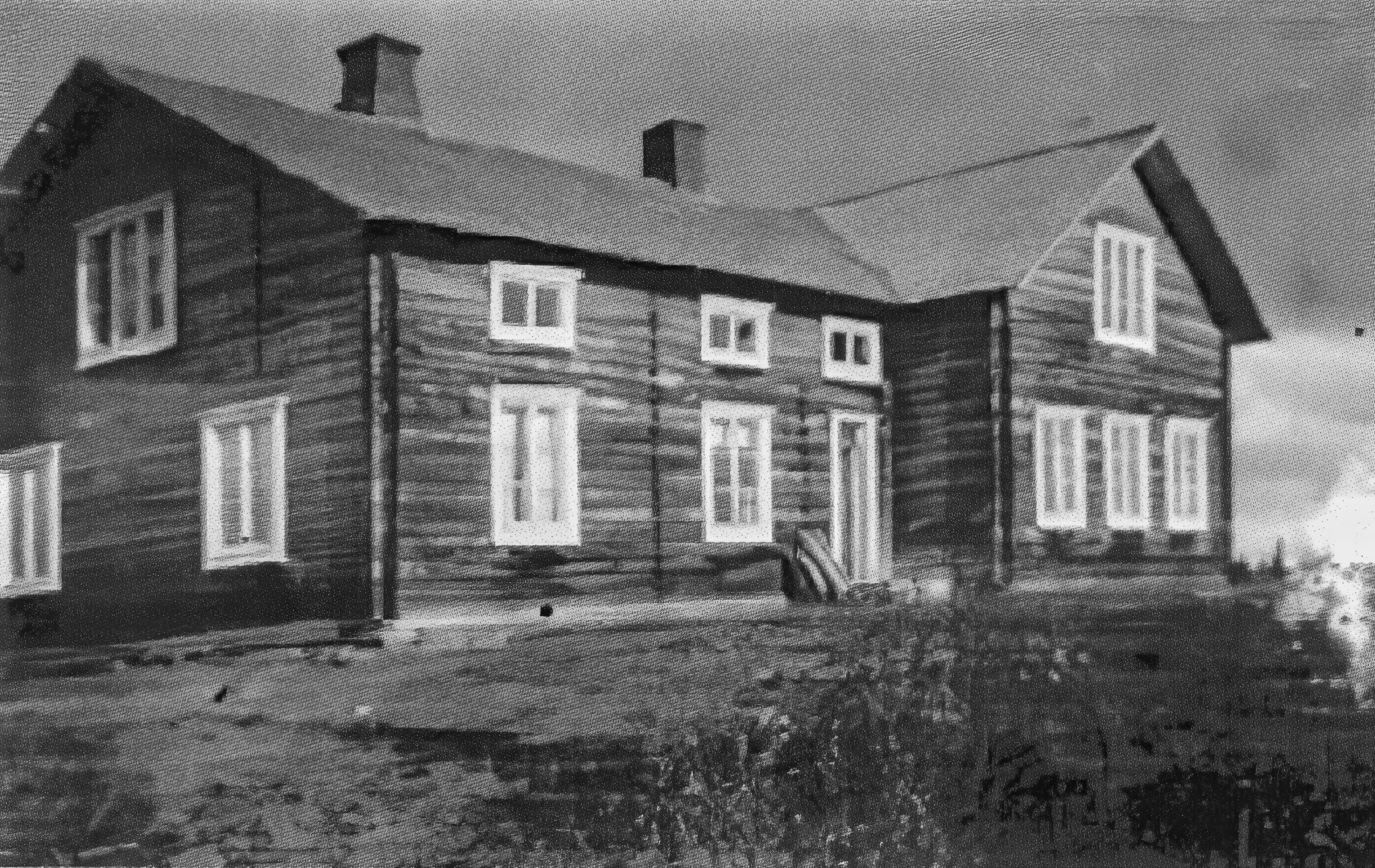
Dikanäs gamla skola stod färdigbyggd 1914. Den flyttades och ersattes senare med den nuvarande skolbyggnaden mellan åren 1945 och 1947. Den gamla byggnaden blev senare församlingshem.

#### Skolan
Under 1870-talet inrättades den första småskolan inom Dikanäs kapellag. Lärarinnan Brita Andersson tjänstgjorde vid skolan fram till vårterminens slut 1888. Undervisningen bedrevs med hjälp av studiematerial som nya testamentet, geografiböcker, historieböcker och räkneböcker. Skolan var ambulerande och flyttade mellan tre byar varje läsår, med 12 veckors terminer i respektive by. Som skollokaler användes vanligen sommar- eller bagarstugor samt rum i gårdar i byarna. Dessa lokaler fungerade även som lärarens bostad under terminerna.

I november 1912 beslutade kyrkostämman i Vilhelmina att bygga en fast skola i Dikanäs, mycket tack vare prästmannen Elis Björkmans påtryckning. Skolan skulle även erbjuda undervisning för samernas barn, vilket ledde till att Lappmarkens ecklesiastikverk bidrog med 2500 kronor. Skolan stod klar 1914 och innehöll två lärosalar samt två bostadslägenheter för lärarna. Under valår tjänade byggnaden till vallokal inom Dikanäs valdistrikt. Skolbyggnaden förvärvades senare av stiftelsen Dikanäs församlingshem. Stiftelsen flyttade byggnaden till en ny tomt på kyrkostadsområdet, som de erhöll av kommunen, och byggde om den till ett församlingshem med bostadslägenhet och lokaler för bybibliotek. En ny skolbyggnad uppfördes sedan på samma plats som den gamla hade stått. Denna ombyggnation ägde rum mellan åren 1945 och 1947.

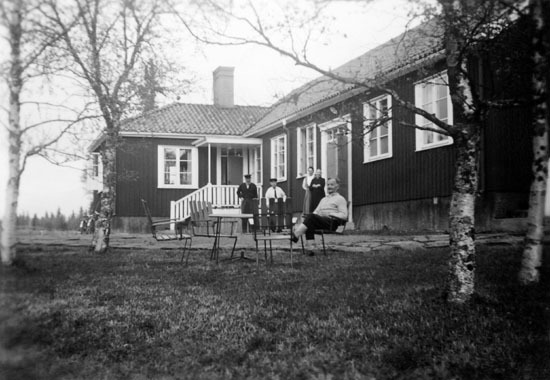
Ålderdomshemmet i Dikanäs var verksamt mellan 1934 och 1970.

#### Ålderdomshemmet
Det gamla ålderdomshemmet i Dikanäs byggdes med särskild omtanke för gamla samer och fick namnet ”Samehemmet”. Det togs i bruk år 1934 efter erhållet bidrag från regering 1931 och var även till för andra äldre personer som bott och verkat i området. Sedan invigningen har hemmet genomgått mindre förändringar, bland annat byggdes en källarvåning sommaren 1957. I källaren inrättades bland annat hobbyrum och i hemmet fanns tillgång till radio, tidningar och böcker. Under sina 36 år i Dikanäs hade ålderdomshemmet flera föreståndarinnor, Dagmar Westerlund, Edit Melin och Signe Danielsson. 1933 beslutades det att antalet vårdplatser i hemmet skulle reduceras från 14 till 10 platser.
På grund av det stora avståndet till närmaste sjukstuga beslöts det att ålderdomshemmet skulle läggas ned år 1970. Ålderdomshemmets medicinförråd flyttades till Föreningsbanken och därefter till Konsum när hemmet lades ned.

### Religiösa och kulturella föreningar

#### Dikanäs Bygdeförening
Dikanäs Bygdeförening bildades 1990, med Harriet Paulsson som dess första ordförande. Föreningen har sedan dess varit en central aktör i byutvecklingen i Dikanäs. En av de första större projekten som föreningen initierade var byggandet av en bagarstuga, vilken uppfördes genom en kurs i timring. Utöver bagarstugan byggdes även en timrad friggebod som används för turistinformation samt en grillkåta.
Ett annat betydande projekt var återöppnandet av det tidigare nedlagda fiket, som drivs av Bygdeföreningen under namnet "Träffpunkten" och fungerar som föreningens samlingsplats. Den inrymde en datasal och bibliotek där böckerna huvudsakligen var donerade av Dikanäsborna själva. Föreningen har även anordnat en rad kurser inom olika områden som datorkunskap, släkt- och bygdeforskning samt jägarskola. Tidskriften "Fjällämmeln" har också sina rötter i denna förening, som ursprungligen startades som ett projektarbete av elever från Dikanäs som studerade på folkhögskolan i Storuman.

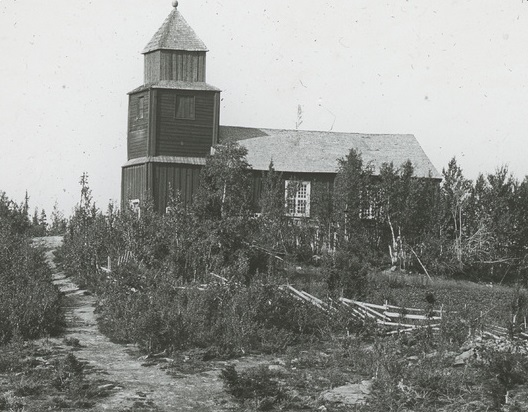
Dikanäs kyrka under 1890-talet.

#### Kyrkan
I juli 1828 besökte pastor Per Olof Grönlund Dikanäs efter en kyrkhelg i Fatmomakke. Nybyggarna i Vojmådalen uttryckte då önskemål om att få bygga ett kapell i Dikanäs på grund av det långa avståndet till sockenkyrkan i Vilhelmina. Kapellaget skulle omfatta 13 nybyggare från åtta byar, varav tre var samer. Grönlund ansökte om tillstånd hos domkapitlet i Härnösand, och 1829 godkände Kungliga Kanslistyrelsen uppförandet av kapellet. 200 riksdaler anslogs ur Lappmarkens ecklesiastikverks fond. En tomt för kapell och begravningsplats utsynades 1831. Byggnaden timrades upp 1832 och stod klar våren 1833. Kapellet invigdes troligen samma sommar och är idag Vilhelmina församlings äldsta bevarade kyrka.
Kyrkan renoverades på 1930-talet och fick då en ny interiör. Vid en renovering 1983 återställdes den ursprungliga interiören. Altartavlan "Jesus den gode herden" målades av Torsten Nordberg på 1930-talet. Predikstolen från 1786 kommer enligt traditionen från Åsele kyrka.

Dikanäs kyrka har två kyrkklockor. Den mindre klockan, gjuten 1843, används vid tacksägelseringning. I tornet hänger lappmarkens äldsta kyrkklocka, gjuten 1647 och skänkt av drottning Kristina till den första kyrkan i Åsele. Den nuvarande storklockan är från 1933. Kyrkans nuvarande orgel byggdes 1985 av Johannes Menzel Orgelbyggeri i Härnösand. Det är en mekanisk orgel placerad i koret.

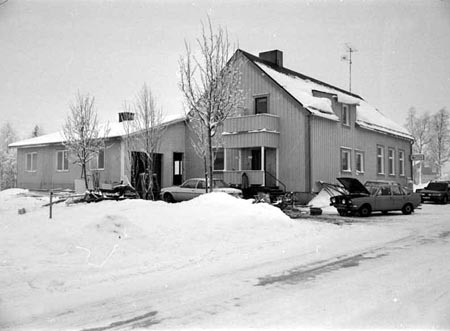
Filadelfiahuset uppfördes 1942 och verkade fram till 1995 som en självständig pingstförsamling i byn.

#### Filadelfia
Dikanäs Filadelfia grundades 1942 som en fristående pingstförsamling i byn. Vid denna tidpunkt uppfördes också en kyrkobyggnad. Innan Dikanäs fick en egen församling var byborna anslutna till Elimförsamlingen i den närbelägna byn Nästansjö. Fram till 1995 verkade Dikanäs Filadelfia som en självständig församling. Under detta år skedde en sammanslagning med andra närliggande pingstförsamlingar, vilket ledde till bildandet av Vilhelmina Bygdens Pingstförsamling. Denna nya enhet inkluderade dåvarande Filadelfiaförsamlingar i Dikanäs, Nästansjö och Malgomaj.

#### Missionshuset
Under hösten 1939 invigde Dikanäs missionsförsamling ett tvåvånings missionshus beläget vid korsningen av Missionsvägen och Matsdalsvägen. Arbetet med huset påbörjades redan 1934 då grunden grävdes och gjutning av sockeln gjordes. Året därpå uppfördes huset av ett lag arbetare från Långsjöby, som då uppehöll den evangeliska verksamheten i Dikanäs. Huset gjordes i det skedet färdigt så pass att lilla salen kunde tagas i bruk för sammankomsterna. Kostnaderna för huset vid invigningen uppgick till omkring 9500 kronor, delvis finansierade av bidrag. Församlingens föreståndare var då Sigfrid Jonsson från grannbyn Matsdal och missionsförsamlingens ordförande var Johan Persson från Skansnäs.

### Industri och produktion

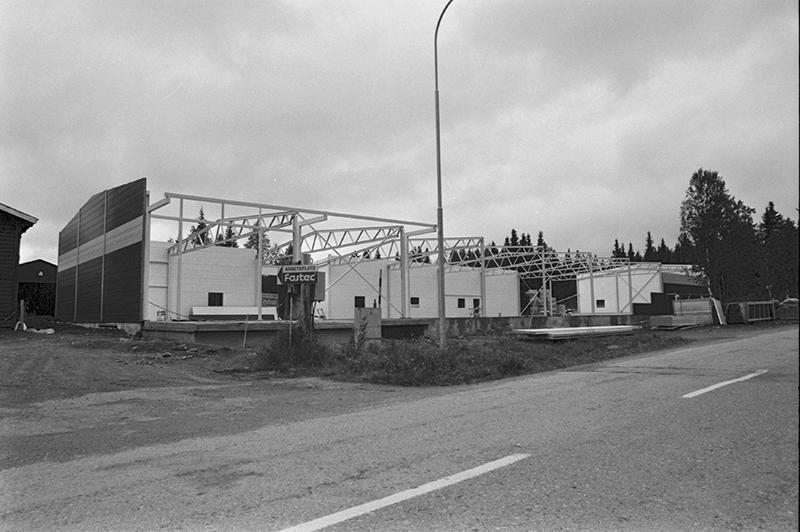
Grapex stod färdig 1987 och var verksamma till 1991.

#### Grapex
År 1987 beviljades Vilhelmina kommun ett lokaliseringsbidrag på 1 822 000 kronor för att uppföra en industrilokal i Dikanäs. Lokalen planerades omfatta 750 kvadratmeter verkstadsyta och 147 kvadratmeter kontorsyta. Den totala investeringen beräknades till 4 607 000 kronor. Lokalerna var avsedda att hyras ut till Grapex AB, ett nyetablerat företag inom träindustrin som skulle tillverka flexibla väggelement av spånskivor. Företaget avsåg att starta verksamheten med minst 13 anställda. Fabriken hade kunder i Norge, Danmark och Finland.
Majoriteten av produkterna såldes till Norge, men när Kinnarps drog sig ur förlorade Grapex sin återförsäljare. Företaget gick i konkurs, men efter konkursen fortsatte några av de tidigare ägarna med tillverkning av köksluckor med hjälp av datoriserad fräsning och samarbetade med Bjästa Kök för sprutlackering. En planerad utbyggnad av måleriet stoppades på grund av kemikalieutsläpp och verksamheten flyttade, efter avtal med Vilhelmina kommun, till den gamla brandstationen intill fabriken. Fabriken gick till slut i konkurs 1991. Efter konkursen har delar av byggnaden omvandlats till en gymnastikhall och förskola, med utrymme kvar för andra aktiviteter.

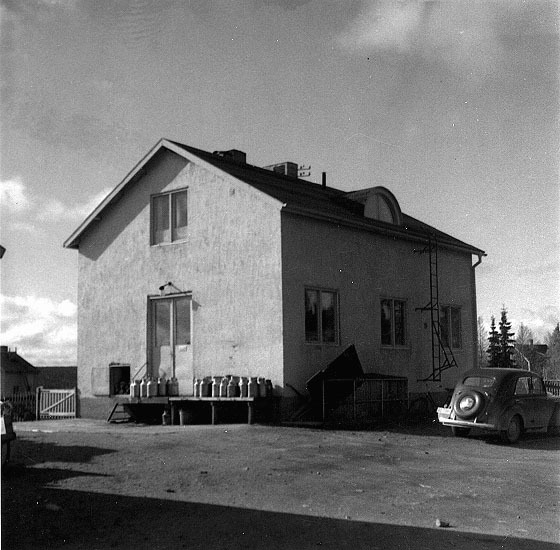
Mejeriet var verksamt mellan år 1941 och 1961.

#### Mejeriet
Den 1 augusti 1941 invigde mejeriet i Dikanäs sin verksamhet. Anläggningen, uppförd av Dikanäs mejeriförening, hade färdigställts under senare delen av juli samma år. Ett möte angående uppförandet av sådan verksamhet hade hållits i Dikanäs redan år 1933 där det beslöts att snarast säkerställa kapital för ändamålet. Den 28 januari 1939 fattade föreningen ett beslut om att förvärva en centralt belägen tomt vid den allmänna landsvägen för uppförandet av byggnaden. I samband med detta väckte Dikanäs badstugeförening, under ledning av den lokala handlaren Bo Lindahl, förslaget att mot ekonomiskt bidrag anlägga och inreda ett badhus i mejeribyggnadens källarvåning, som enligt de ursprungliga ritningarna var outnyttjad.
Byggmästaren Eugen Lövström från Dikanäs var entreprenör för mejeribygget. Jonssons Värme & Vatten från Umeå ansvarade för värme- och sanitetsinstallationer. Den totala anläggningskostnaden uppgick till cirka 60 000 kronor. Johan Persson från Skansnäs innehade ordförandeposten i mejeriets styrelse vid invigningen.
Mejeriet invigdes i närvaro av dåvarande landshövdingen Gustav Rosén, som höll ett kort anförande vid ceremonin. Rosén hade tidigare bistått föreningen genom att säkra lån för det som inte täcktes av andelskapitalet. Anläggningen möjliggjorde försäljning av mjölk och utökades senare med en butik för ost, smör och andra mejeriprodukter.

Vid driftstarten invägdes 187 kg mjölk, och den dagliga invägningen uppgick därefter till cirka 200 kg. Mjölktillförseln ansågs otillräcklig för mejeriets ekonomiska bärkraft. För att uppnå miniminivån för helårsdrift bedömdes det nödvändigt att förbättra trafikförhållandena. Detta skulle möjliggöra leveranser från jordbrukare i närliggande byar som Slussfors och Umnäs vid Vojmsjöns östra ände. Samtidigt uppmanades ortens jordbrukare att rationalisera och utöka sina jordbruk för att öka kreatursbesättningarna och därmed mjölkleveranserna.

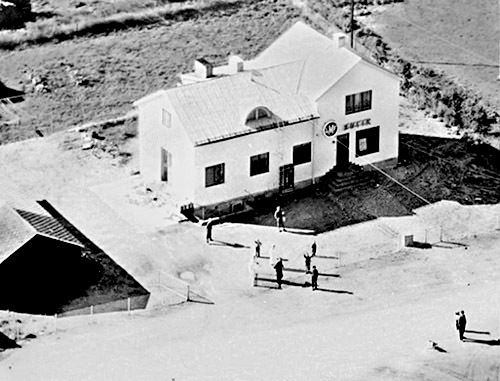
Efter nedläggning kom byggnaden att inrymma ICA butik och Dikanäs Fjällfiskkonserver.

 Två år efter invigningen gick föreningen samman med Lappmarkens mejeriförening med huvudsäte i Vilhelmina. År 1961 beslutade den "Stora Mejeriföreningen" att lägga ner mejeriet. Beslutet mötte starkt motstånd från lokalbefolkningen, och många bönder i trakten vägrade under flera månader att skicka sin mjölk med mjölkbussarna.

#### Dikanäs Fjällfiskkonserver
Efter mejeriets nedläggning övertogs byggnaden av Dikanäs Fjällfiskkonserver, ett företag som drevs av Edvard Löfström. Löfström hade sedan 1947 varit verksam med Fjällfisk AB. I anslutning till anläggningen konstruerades en pool där cirka 2 000 rödingar hölls. Besökare gavs möjlighet att själva fiska upp rödingar och röka dem i en av de två kåtor som fanns uppförda på tomten.
Företaget erbjöd även andra lokala delikatesser till försäljning, däribland sik, renhjärta, rentunga, björnkött och hjortronsylt. Under gynnsamma år kunde upp till 50 ton hjortron samlas in. Verksamheten omfattade även import av större mängder sill från Norge, med ett rekordår då 100 ton importerades. Löfström ansvarade dessutom för utrustning och distribution av fångst från sjön Iešjávri i Norge. Där engagerades 22 samer, fördelade på 11 lag, som tillsammans använde 300 nät för fisket. För att få större utrymme för livsmedelsförsäljningen flyttade Löfström så småningom tillverkningen av sina inköpta varor till en barack och fryshus på gamla prästgårdstomten (Dikanäs 1:3). Verksamheten i den gamla mejeribyggnaden fortgick i totalt 25 år fram till 1986. Lars Petersson (Pidar) från Kittelfjäll blev senare delägare i företaget, men försäljningen hade drabbats hårt av påföljderna ur Tjernobylolyckan och företaget avslutade sin verksamhet 1987. På tomten står idag servicehuset Sagagården som uppfördes 1990.

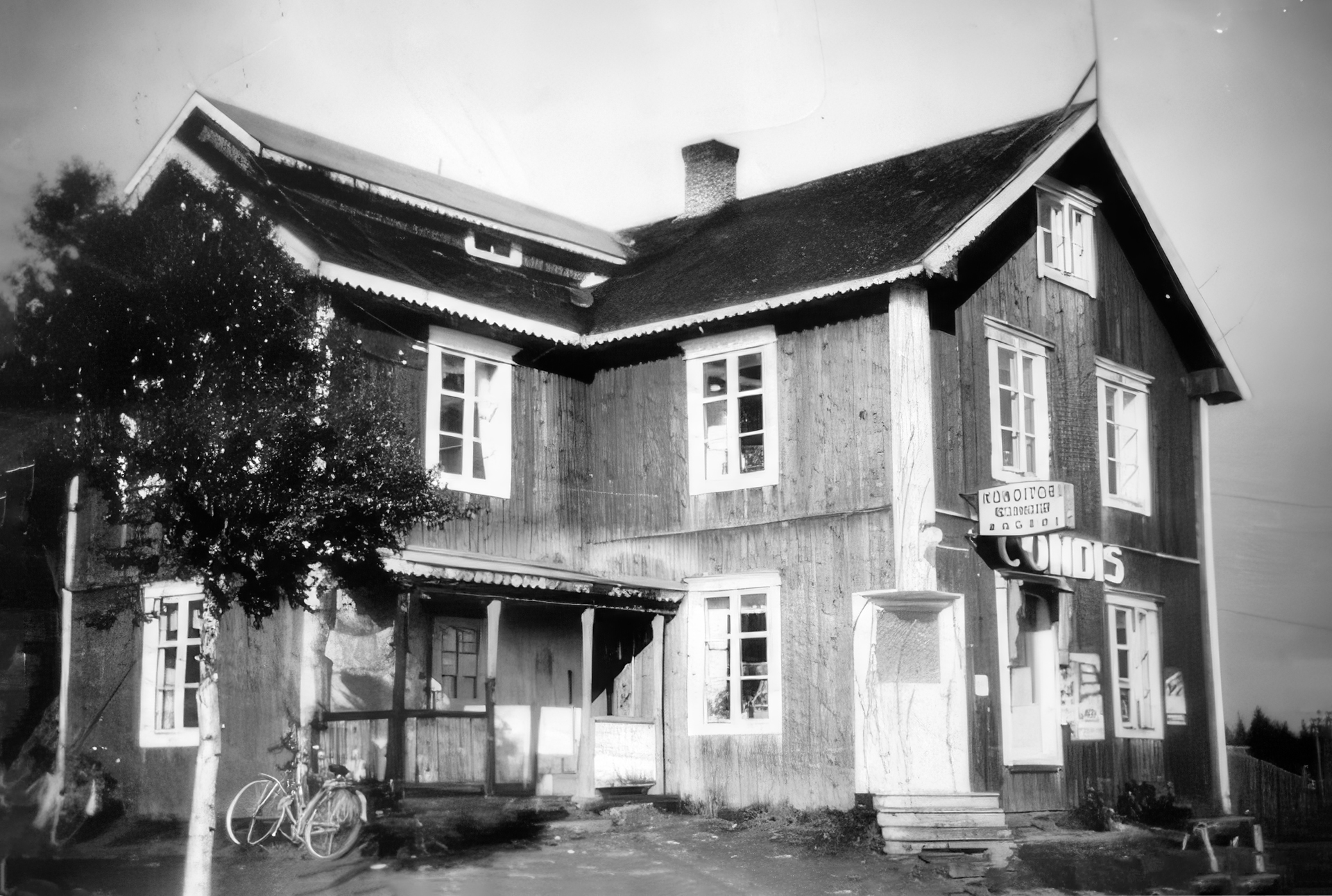
Condis var ett konditori, sist ägt av Mats Wallin, som stod på platsen där det nuvarande hyreshuset står.

### Service och handel

#### Bagarstugan
I början av 1900-talet byggde Nils Löfström från Dorotea upp en bagarstuga och bedrev caféverksamhet i byn. Hans fru Alexandra bidrog till verksamheten bland annat genom att koka och sälja karameller. När konditoriet Condis skulle rivas fattades beslut om att även den intilliggande bagarstugan, belägen strax bakom konditoriet, skulle avlägsnas. Detta arbete utfördes av Verner Persson och Henning Löfström. I början av 1970-talet återanvändes timret från bagarstugan för att bygga en sportstuga vid Skansnäslia, cirka två kilometer norr om Luspen nära ån.

#### Lindahls och Hamrebys
Under den tidigare delen av 1950-talet drev Bo Lindahl och senare Albin Hamreby en diversehandel i byn, belägen centralt intill Sagavägen. Fram till försäljning av fastigheten 1966 benämndes affären som "Lindahls". Därefter byttes namnet till "Hamrebys" eller "Albins" i folkmun. Verksamheten drevs av Hamreby fram till 1994 då hans döttrar, systrarna Britta Gustavsson och Ulla Andersson, övertog driften. Systrarna fortsatte däröver att driva butiken i drygt 25 år. Den 11 januari 2020 upphörde affärsverksamheten och butiken stängdes permanent.

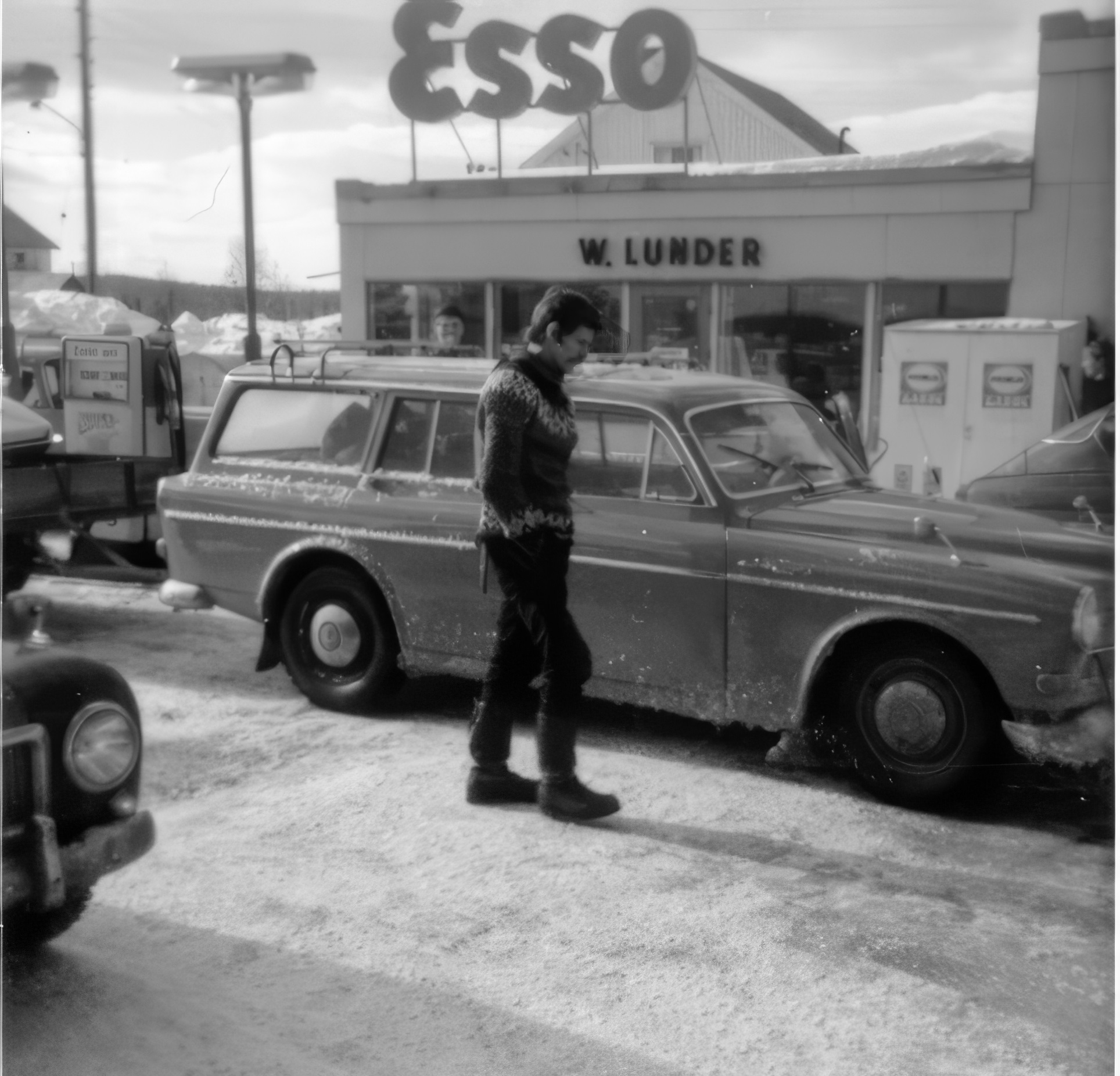
Esso-macken, sedermera Statoil, ägdes under en tid av Valter Lunder.

#### Konditori, hyreshus och livsmedelsaffär
Condis var ett konditori och träffpunkt i byn, sist ägt av Mats Wallin. Byggnaden revs omkring hösten 1967 och ersattes av ett hyreshus längs Sagavägen som stod färdigt samma år till en kostnad närmare 1 miljon kronor. Hyreshuset uppfördes med sex lägenheter: två enkelrum, två tvårumslägenheter och två trerumslägenheter. Byggnaden innehöll även en affärsdel, rum för läkare och tandläkare samt kommunal tvättstuga.
Efter att hyreshuset stod färdigt, öppnade ett nytt konditori i dess lokaler. Verksamheten leddes av konditorn Åke Jönsson, som tidigare hade varit anställd hos Mats Wallin. I anslutning till konditoriserveringen etablerades även en grillbar och en uteservering. Under de följande åren användes lokalen för olika ändamål. En period inrymde den Dikanäs turistinformation. Från och med 2020 har H-Fjäll handelsbod sin verksamhet i lokalen.
I den östra långsidan av Condis-byggnaden etablerade även Konsum verksamhet. Initialt bedrevs handeln i en av byggnadens rum, medan varulagret förvarades i den dåvarande byggnaden "Fjällsolen". År 1933 tog byggmästaren Herman Johansson initiativ till uppförandet av en ny konsumbutik, vilken idag drivs av Coop.

#### Macken
Artur Löfström etablerade en bilverkstad belägen vid stora vägen efter krigsslutet. Verkstaden erbjöd även bensinförsäljning och blev Dikanäs första renodlade bensinpump. Konsum och Lindahls butik hade också, under en tid, sina egna bensinstationer. Löfströms mack blev Esso, Statoil och senare Uno-X.

## Klimat
Dikanäs har ett subarktiskt klimat karaktäriserat av långa, kalla vintrar och korta, svala somrar. Den lägsta uppmätta temperaturen i Dikanäs (mellan år 2010 och 2024) är -41,3 °C (januari 2024) och den högsta 32,7 °C (juli 2019).
| | Jan | Feb | Mar | Apr | Maj | Jun | Jul | Aug | Sep | Okt | Nov | Dec |  | År |
| --- | --- | --- | --- | --- | --- | --- | --- | --- | --- | --- | --- | --- |  | -- |
| Medeltemp. (°C) | -7  | -5  | 1   | 6   | 11  | 18  | 20  | 18  | 13  | 5   | -1  | -5  |  | 6  |
| |     |     |     |     |     |     |     |     |     |     |     |     |  |    |
| Nederbörd (mm) | 32  | 28  | 31  | 22  | 27  | 37  | 54  | 43  | 42  | 30  | 31  | 38  |  | 35 |
| Källa: https://www.vackertvader.se/dikan%C3%A4s/klimat-och-temperatur & https://vaderochklimat.se/sverige/dikanas-3570544/vader/ |     |     |     |     |     |     |     |     |     |     |     |     |  |    |

## Befolkningsutveckling
| Befolkningsutvecklingen i Dikanäs 1950–2020   | Befolkningsutvecklingen i Dikanäs 1950–2020 | Befolkningsutvecklingen i Dikanäs 1950–2020 | Befolkningsutvecklingen i Dikanäs 1950–2020 | Befolkningsutvecklingen i Dikanäs 1950–2020 |
| --------------------------------------------- | ------------------------------------------- | ------------------------------------------- | ------------------------------------------- | ------------------------------------------- |
|                                               |                                             |                                             |                                             |                                             |
| År                                            |                                             |                                             | Folkmängd                                   | Areal (ha)                                  |
| 1950                                          | 1950                                        |                                             | 331                                         |                                             |
| 1960                                          | 1960                                        |                                             | 314                                         |                                             |
| 1965                                          | 1965                                        |                                             | 281                                         |                                             |
| 1970                                          | 1970                                        |                                             | 279                                         |                                             |
| 1975                                          | 1975                                        |                                             | 258                                         |                                             |
| 1980                                          | 1980                                        |                                             | 239                                         |                                             |
| 1990                                          | 1990                                        |                                             | 197                                         | 59#                                         |
| 1995                                          | 1995                                        |                                             | 197                                         | 59#                                         |
| 2000                                          | 2000                                        |                                             | 186                                         | 62#                                         |
| 2005                                          | 2005                                        |                                             | 147                                         | 62#                                         |
| 2010                                          | 2010                                        |                                             | 134                                         | 65#                                         |
| 2015                                          | 2015                                        |                                             | 118                                         | 91#                                         |
| 2020                                          | 2020                                        |                                             | 123                                         | 83#                                         |
| Anm.: Upphörde som tätort 1990. # Som småort. |                                             |                                             |                                             |                                             |

## Dikanäs på TV
Delar av julkalendern Julstrul med Staffan & Bengt spelades in i Dikanäs.

## Personer med anknytning till orten
- Andreas Wilks (1884–1953), pionjär inom föreningsrörelsen
- Arthur Stjernholm (1894–1973), komminister i Dikanäs kyrkobokföringsdistrikt
- Bengt-Erik Grahn (1941–2019), utförsåkare
- Björn Löfström (1950– ), journalist och författare
- Elis Anton Björkman (1870–1950), kapellpredikant i Dikanäs
- Elsa Laula Renberg (1877–1931), samisk aktivist
- Lilian Gard (1950– ), kristen sångare
- Staffan Engebrand (1920–1999), svensk konstnär